# Helmuth Stapff
Helmuth Stapff (* 16. Dezember 1901 in Annaberg; † 9. August 1978) war ein Heimatsänger und Mundartsammler des westlichen Erzgebirges, der mehrere Liedsammlungen und Anthologien zu diesem Thema herausgab.

## Leben und Werk
Seine frühe musikalische Ausbildung erhielt Helmuth Stapff im Alter von 10 bis 14 Jahren als Kurrendesänger an der St. Annenkirche seiner Heimatstadt. Nach dem Besuch des Lehrerseminars in Annaberg trat er seine erste Stelle in Neudorf an. Begegnungen mit dem Heimatsänger Anton Günther regten Stapff zur Pflege des erzgebirgischen Mundartlieds an. Ab 1928 trat Stapff bei Heimatabenden des Erzgebirgsvereins zunächst allein als Sänger und Rezitator auf. 1936 lernte er die Schwestern Martha „Marthel“ und Emmy Pimpl kennen, die als Grünhainer Pimpl-Maad sängerisch erfolgreich waren. Die gemeinsamen Auftritte führten bald dazu, dass sich die drei als gemischter Dreigesang (Sopran, Alt und Bariton) zusammentaten und - nachdem sie 1939 als „Spiegelwaldlerechn“ auftraten - den festen Namen Helmuth-Stapff-Gruppe annahmen. Gemeinsam mit den Geschwistern Caldarelli und den Zschorlauer Nachtigallen stand die Gruppe an der Spitze der Singbewegung des Erzgebirges. Zu ihrem Kernrepertoire gehörten u. a. die Lieder ’s Raachermannel, De Peremett und Der Bargma von Erich Lang. Emmy schied 1948 nach ihrer Hochzeit aus und wurde zunächst durch ihre Schwägerin Magda Reinwarth ersetzt, und diese wiederum einige Jahre später durch Else Seidel. Stapff und Marthel Pimpl heirateten 1954. 1955 übersiedelte Stapff nach Westdeutschland und lebte gut zehn Jahre in Gräfenberg, danach in Buckenhofen (heute Forchheim). Auch im Westen führte die Helmuth-Stapff-Gruppe ihre sängerische Tätigkeit bis zum Frühjahr 1978 fort.

## Werke (Auswahl)

### Herausgeber
- Vorwort in Mei Arzgebirg, wie bist du schie! Leipzig 1937
- Unner Haamit. Lieder aus dem Silbernen Erzgebirge. Verlag Friedrich Hofmeister, Leipzig 1938.
- Erzgebirge - unner Heimat. Ein Lob des Geistes und des Herzens. Verlag Friedrich Hofmeister, Leipzig 1953.
- Weihnachten im Erzgebirge. Gedichte und Erzählungen, Lieder und Instrumentalsätze für die Weihnachtszeit.  Mit Illustrationen von Arno Drescher. Verlag Friedrich Hofmeister, Leipzig 1955.
- Arzgebirg, mei Arzgebirg. Eine Auswahl von Liedern, Gedichten und Bildern. Hofmeister, Leipzig o. J. [1955].
- Vogtland, schön’s Eckel. Eine Auswahl von Gedichten, Liedern und Bildern – Das Klingende Heimatbüchlein. Verlag Friedrich Hofmeister, Leipzig o. J. [1955].
- Lausitz, unse Heemte. Lieder, Gedichte, Geschichten und Bilder aus der Oberlausitz. Hofmeister, Leipzig 1957.

### Tonträger
- Wu de Wälder rauschen (Anton-Günther-Lieder)
- Erzgebirg, mei Erzgebirg
- Weihnachten im Erzgebirge
- Weihnachtsmusik aus dem Erzgebirge

## Ehrungen
- 1943: Staatspreis für volkskulturelle Leistungen